# 劉浩 (導演)
刘浩（1968年—），上海市人，中国大陆电影制片人。

## 生平
劉浩在上海市長大。  1995年，劉浩打算报考北京电影学院，但学院嫌棄其年齡太大，拒绝他的報考申請。 劉浩於是制作了一部京剧音乐短片，并在上海获奖。1997年，北京电影学院允許其入學。 
劉浩執導的電影《诗人》曾获得第31届东京国际电影节主竞赛单元最佳影片提名。《陈默与美婷》获得第52届柏林国际电影节最佳处女作特别鼓励亚洲电影奖以及青年论坛最佳亚洲电影奖。其作品還有《好大一对羊》、《老那》。